# Всеобщие выборы на Филиппинах (2016)
9 мая 2016 года прошли Всеобщие выборы в Филиппинах. Была избрана палата представителей, половина Сената, президент и вице-президент.

### Неофициальные результаты президентских выборов
- Родриго Дутерте 16 601 997
- Мар Похас 9 978 175
- Грэйс По 9 100 991
- Джеджомар Бинэй 5 416 140
- Мариам Сантьяго 1 455 532
- Рой Сенерес 25 779

## Результаты выборов вице-президента
- Лени Робредо 14 418 817
- Бонгбонг Маркос 14 155 344
- Энн Кейтано 5 903 379
- Франциск Эскудеро 493 1962
- Антонио Триланнес 868 501
- Гринго Хонасан 788 881

2 апреля 2018 года начался пересчёт голосов по выборам Вице-Президента

## Результаты по выборам в палату представителей

### Мажоритарные округа
- Либеральная партия — 14 083 347 голосов — 41,64 % — 98 мест
- Националистическая народная коалиция — 6 112 245 голосов — 18,07 % — 40 мест
- Партия национального единства — 3 172 086 голосов — 6,1 % — 18 мест
- Националистическая партия — 3 293 374 голосов — 9,74 % — 23 места
- Объединённый националистический альянс — 2 054 557 голосов — 6,08 % — 9 мест
- Филиппинская демократическая партия — Сила народа — 556 539 голосов — 1,6 % — 2 места
- Демократическое действие — 432 055 голосов — 1,28 % — 1 место
- Сила народа — Христианские и мусульманские демократы — 426 366 голосов — 1,26 % — 3 места
- Прогрессивные Манильцы — 184 602 голосов — 0,55 % — 2 места
- Кусок Барокан — 172 601 голосов — 0,51 % — 1 место
- Партия за голоса масс — 145 417 голосов — 0,43 % — 1 место
- Мыс Букидона — 129 678 голосов — 0,38 % — 1 место
- Лингап Ликуд — 127 762 голосов — 0,38 % — 1 место
- Движение демократических Филиппин — 111 086 голосов — 0,33 % — 2 места
- Вперед Сан- Иосеанс — 83 945 голосов — 0,25 % — 1 место
- Партнер прогресса нации — 72 130 — 0,21 % — 1 место
- Независимые — 2 013 477 голосов — 5,95 % — 3 места

### Единый многомандатный округ
- AKB —1 664 975 — 5,14 % — 3
- GABRIELA —1 367 795 — 4,22 % — 2
- 1-PACMAN —1 310 197 — 4,05 % — 2
- ACT Teachers — 1 180 752— 3,65 % — 2
- Senior Citizens — 988 876 — 3,05 % — 2
- Kabayan — 840 393 — 2,60 % — 2
- AGRI — 833 821 — 2,58 % — 2
- PBA — 780 309 — 2,41 % — 2
- Buhay —760 912 — 2,35 % — 2
- Abono —732 060 — 2,26 % — 2
- AMIN —706 689 — 2,18 % — 2
- Coop-NATCCO — 671 699 — 2,07 % — 2
- Akbayan — 608 449 — 1,88 % — 1
- Bayan Muna — 606 566 — 1,87 % — 1
- AGAP —593 748 — 1,83 % — 1
- An Waray — 590 895 — 1,82 % — 1
- CIBAC — 555 760 — 1,72 % 0,40 % — 1

## Результаты по выборам в Сенат
- Либеральная партия — 5 (в т ч Пакьяо, Мэнни)
- Национальная народная коалиция — 2
- Объединённый националистический альянс — 1
- Гражданское действие — 1
- Независимые — 3